# Trastero

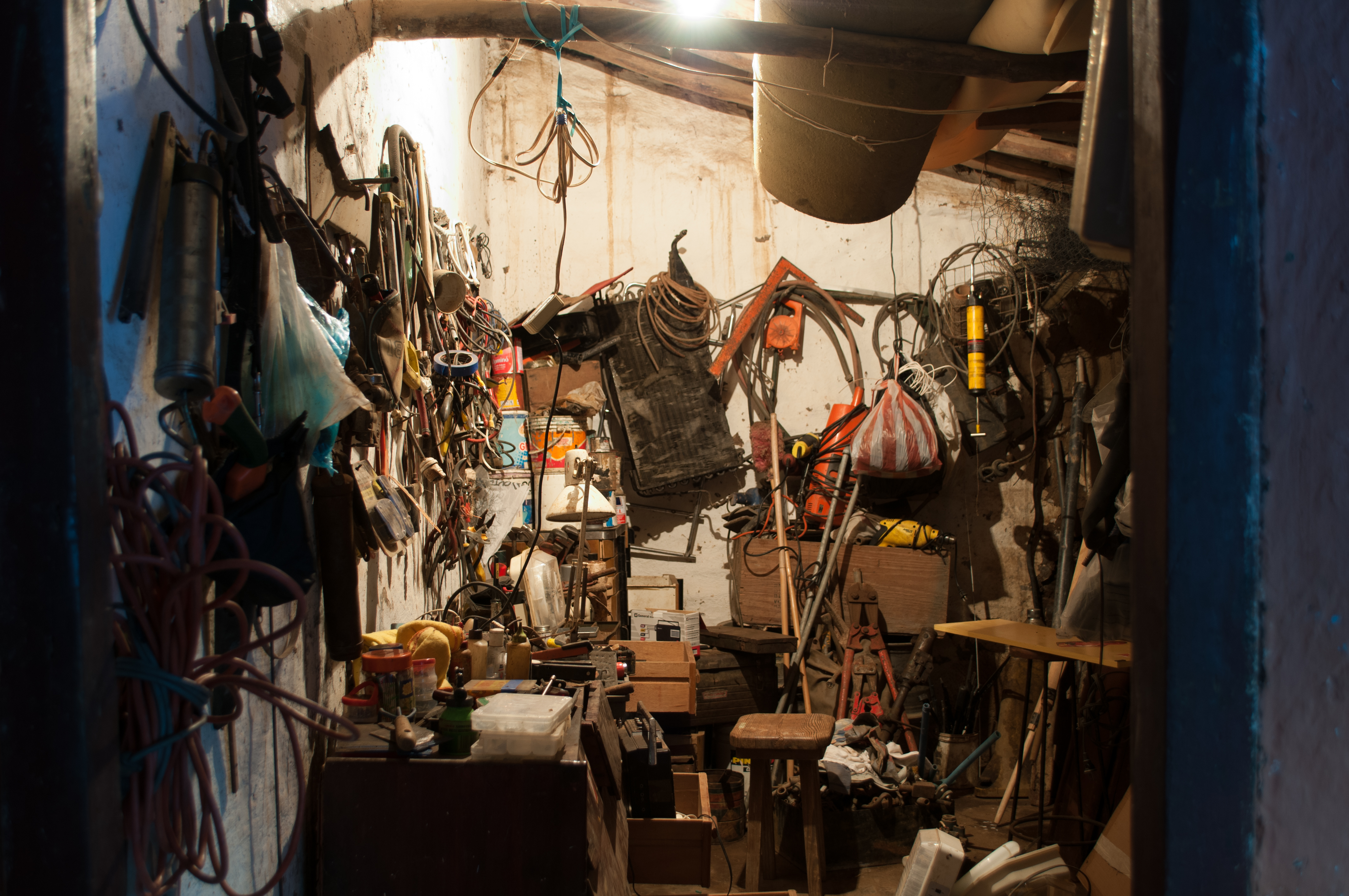
Trastero

El trastero es un espacio que se utiliza para guardar diferentes objetos en desuso o trastos, de ahí su nombre. 
El Diccionario de la lengua española ofrece como ejemplo el «cuarto trastero» para diferenciarlo del desván, que define como «la parte más alta de la casa, inmediatamente debajo del tejado, que suele destinarse a guardar objetos inútiles o en desuso». Aunque en la actualidad son diversos los lugares dónde se alojan los trasteros, como bien puede ser en los garajes, en aparcamientos anexos a la casa o en grandes naves. 
En Colombia se le llama «cuarto de San Alejo». En Venezuela se le llama «cuartico» o «el cuarto de los peroles». En Chile se le llama «bodega».
Existen empresas dedicadas al alquiler de trasteros bajo la denominación autoalmacenaje, así como programas de televisión de éxito que se encargan de subastar el contenido de los trasteros sin que los compradores sepan lo que hay en el interior.
Existen diferentes tipos de trasteros, dependiendo del tamaño, localización y si su acceso es privado o público. Esta forma de almacenaje cada vez se utiliza más como alternativa a la falta de espacio en los hogares.